# Кольман, Хуан Карлос
Хуан Карлос Кольман (исп. Juan Carlos Colman; 15 декабря 1922, Конкордия, Энтре-Риос — 15 сентября 1999, Буэнос-Айрес) — аргентинский футболист, защитник. Прадед футболиста Ивана Кольмана.

## Карьера
Хуан Карлос Кольман начал карьеру в клубе «Ньюэллс Олд Бойз». 5 августа 1945 года он дебютировал в составе команды в матче с «Ланусом» (1:0). В 1949 году команда провела удачный тур по Европе, после которого на игроков команды обратили внимание ведущие клубы страны. Последний матч за «Ньюэллс» провёл 8 декабря 1949 года с «Платенсе» (0:4). Всего за клуб игрок сыграл 127 матчей.
В 1950 году Кольман перешёл в клуб «Бока Хуниорс», заплативший за трансфер футболиста 600 тысяч песо. 2 апреля он дебютировал в составе команды в матче с «Расингом» (0:2). защитник планировался как замена ушедшего из клуба Хосе Маранте. Из-за своей жёсткой игры он получил прозвище «Комиссар». А в 1954 году помог «Боке» выиграть титул чемпиона Аргентины, первого за десять лет. Любопытно, что первые четыре года в команде Кольман жил в Росарио, а приезжал в клуб только перед матчами.  В конце 1957 года Кольман договорился с «Бокой», которая согласилась разорвать с ним контракт. Всего за клуб Хуан Карлос провёл 171 матч.
Кольман перешёл в клуб «Атланта», дебютировав 5 мая 1957 года с «Феррокарриль Оэсте» (1:0). Но уже на второй год он получил тяжёлую травму и более в команде не выступал. Всего за клуб футболист сыграл 21 встречу. В 1960 году Хуан Карлос возвратился в футбол, став игроком «Спортиво» из Док-Суд. За эту команду Кольман провёл три сезона, сыграв в 78 матчах. 
15 сентября 1999 года Кольман умер. Он был похоронен на кладбище Оливос в Буэнос-Айресе.

## Статистика

### Клубная
| Сезон | Клуб                   | Лига    | Чемпионат | Чемпионат | Кубок | Кубок | Междун. | Междун. |
| Сезон | Клуб                   | Лига    | Игры      | Голы      | Игры  | Голы  | Игры    | Голы    |
| ----- | ---------------------- | ------- | --------- | --------- | ----- | ----- | ------- | ------- |
| 1945  | Ньюэллс Олд Бойз       | Примера | 17        | 0         | —     | —     | —       | —       |
| 1946  | Ньюэллс Олд Бойз       | Примера | 30        | 0         | —     | —     | —       | —       |
| 1947  | Ньюэллс Олд Бойз       | Примера | 30        | 0         | —     | —     | —       | —       |
| 1948  | Ньюэллс Олд Бойз       | Примера | 25        | 0         | —     | —     | —       | —       |
| 1949  | Ньюэллс Олд Бойз       | Примера | 25        | 0         | —     | —     | —       | —       |
| 1950  | Бока Хуниорс           | Примера | 29        | 0         | —     | —     | —       | —       |
| 1951  | Бока Хуниорс           | Примера | 27        | 0         | —     | —     | —       | —       |
| 1952  | Бока Хуниорс           | Примера | 22        | 0         | —     | —     | —       | —       |
| 1953  | Бока Хуниорс           | Примера | 26        | 0         | —     | —     | —       | —       |
| 1954  | Бока Хуниорс           | Примера | 26        | 0         | —     | —     | —       | —       |
| 1955  | Бока Хуниорс           | Примера | 30        | 0         | —     | —     | —       | —       |
| 1956  | Бока Хуниорс           | Примера | 8         | 0         | —     | —     | 3       | 0       |
| 1957  | Атланта (Буэнос-Айрес) | Примера | 20        | 0         | —     | —     | —       | —       |
| 1958  | Атланта (Буэнос-Айрес) | Примера | 1         | 0         | —     | —     | —       | —       |

1. ↑  В графу «Международные» входят матчи Кубка Атлантики

### Международная
| Матчи Хуана Карлоса Кольмана за сборную Аргентины | Матчи Хуана Карлоса Кольмана за сборную Аргентины | Матчи Хуана Карлоса Кольмана за сборную Аргентины | Матчи Хуана Карлоса Кольмана за сборную Аргентины | Матчи Хуана Карлоса Кольмана за сборную Аргентины | Матчи Хуана Карлоса Кольмана за сборную Аргентины | Матчи Хуана Карлоса Кольмана за сборную Аргентины |
| ------------------------------------------------- | ------------------------------------------------- | ------------------------------------------------- | ------------------------------------------------- | ------------------------------------------------- | ------------------------------------------------- | ------------------------------------------------- |
| №                                                 | Дата                                              | Место проведения                                  | Оппонент                                          | Счёт                                              | Голы                                              | Турнир                                            |
| 1                                                 | 2 декабря 1947                                    | Гуаякиль                                          | Парагвай                                          | 6:0                                               | —                                                 | Чемпионат Южной Америки                           |
| 2                                                 | 4 декабря 1947                                    | Гуаякиль                                          | Боливия                                           | 7:0                                               | —                                                 | Чемпионат Южной Америки                           |
| 3                                                 | 11 декабря 1947                                   | Гуаякиль                                          | Перу                                              | 3:2                                               | —                                                 | Чемпионат Южной Америки                           |
| 4                                                 | 16 декабря 1947                                   | Гуаякиль                                          | Чили                                              | 1:1                                               | —                                                 | Чемпионат Южной Америки                           |
| 5                                                 | 18 декабря 1947                                   | Гуаякиль                                          | Колумбия                                          | 6:0                                               | —                                                 | Чемпионат Южной Америки                           |
| 6                                                 | 25 марта 1950                                     | Буэнос-Айрес                                      | Парагвай                                          | 2:2                                               | —                                                 | Кубок Розы Шевалье Бутеля                         |
| 7                                                 | 29 марта 1950                                     | Буэнос-Айрес                                      | Парагвай                                          | 4:0                                               | —                                                 | Кубок Розы Шевалье Бутеля                         |
| 8                                                 | 9 мая 1951                                        | Лондон                                            | Англия                                            | 1:2                                               | —                                                 | Товарищеский матч                                 |
| 9                                                 | 9 марта 1955                                      | Сантьяго                                          | Эквадор                                           | 4:0                                               | —                                                 | Чемпионат Южной Америки                           |
| 10                                                | 16 марта 1955                                     | Сантьяго                                          | Перу                                              | 2:2                                               | —                                                 | Чемпионат Южной Америки                           |
| 11                                                | 29 января 1956                                    | Монтевидео                                        | Чили                                              | 2:0                                               | —                                                 | Чемпионат Южной Америки                           |
| 12                                                | 1 февраля 1956                                    | Монтевидео                                        | Парагвай                                          | 1:0                                               | —                                                 | Чемпионат Южной Америки                           |
| 13                                                | 5 февраля 1956                                    | Монтевидео                                        | Бразилия                                          | 1:1                                               | —                                                 | Чемпионат Южной Америки                           |

## Достижения
- Чемпион Аргентины: 1954
- Чемпион Южной Америки: 1947, 1955
- Обладатель Кубка Розы Шевалье Бутеля: 1950